# Baletmistrz
Baletmistrz (zapis stylizowany: BALETMISTRZ) – jedenasty album studyjny polskiego rapera Bonsona. Wydawnictwo ukazało się 27 września 2024 nakładem wytwórni muzycznej Def Jam Recordings w dystrybucji Universal Music Polska.
Album jest utrzymany w stylu muzyki hip-hop. Składa się z wersji standardowej (1 CD).
Płyta dotarła do 8. miejsca polskiej listy sprzedaży – OLiS.

## Lista utworów
Opracowano na podstawie materiału źródłowego.
| Baletmistrz – Wersja standardowa | Baletmistrz – Wersja standardowa            | Baletmistrz – Wersja standardowa |
| Nr                               | Tytuł utworu                                | Długość                          |
| -------------------------------- | ------------------------------------------- | -------------------------------- |
| 1.                               | „Nibylandia”                                | 1:13                             |
| 2.                               | „Baletmistrz” (oraz Jaca Beats)             | 2:26                             |
| 3.                               | „Byle jak” (oraz Jaca Beats)                | 3:27                             |
| 4.                               | „La Haine”                                  | 2:39                             |
| 5.                               | „Nie ma za co” (oraz Jaca Beats)            | 2:36                             |
| 6.                               | „Na farta” (oraz Jaca Beats)                | 3:14                             |
| 7.                               | „Lokals only”                               | 2:49                             |
| 8.                               | „Instastory”                                | 3:07                             |
| 9.                               | „Serce na dłoni” (oraz Jaca Beats)          | 2:21                             |
| 10.                              | „Nie igraj z ogniem” (oraz IzabelKa, Worek) | 5:15                             |
| 11.                              | „Last dance” (oraz KPSN)                    | 4:06                             |
|                                  |                                             | 33:13                            |

## Pozycja na liście sprzedaży

### Pozycja na liście tygodniowej
| Kraj   | Lista (2024)            | Najwyższa pozycja |
| ------ | ----------------------- | ----------------- |
| Polska | OLiS – albumy           | 8                 |
| Polska | OLiS – albumy fizycznie | 6                 |